# 推理小說二十法則
推理小說二十法則是美國作家范·達因所提出的推理小說原則，他認為推理小說是一場智力競賽，必須要保障其公平性。因此范·達因認為不能遵守二十法則的推理小說作家等於沒有運動精神，且不值得尊重。在范·達因的法則裡，除了詳述其精神外，也會用諷刺的方式額外加註。

## 內容
二十條法則的簡要內容為：
1. 必須明確、公正地將所有線索呈現給偵探與讀者。
2. 除了兇手的詭計，不得用寫作手法誤導讀者。
3. 故事中不能摻有戀愛成分。
4. 偵探和兇手不能是同一人。
5. 必須經由合理的推理緝兇。
6. 偵探為了破案必須要有探案的行為。
7. 必須要有屍體來引發讀者的正義感。
8. 不得使用占卜等超能力來緝兇。
9. 一部作品裡，只能有一個（主要的）偵探。
10. 兇手必須要有相當的戲份。
11. 兇手不得是奴僕之輩。
12. 雖然可以有幫兇，但只該塑造一個主要的兇手。
13. 兇手不得以大型犯罪組織為後台。
14. 不得以（尚）不存在的手法行兇。
15. 必須貫徹唯一的真相，並為此提供讀者線索。
16. 不宜使用太過華麗的文采。
17. 兇手不得是（有案底的）慣犯。
18. 不應以死者其實是自殺或意外死亡收場。
19. 兇手應有屬於自己的犯罪動機。
20. （為了湊成偶數）以下手法太過常見，務必避免使用：

- 兇案現場發現煙蒂，所以兇手應是癮君子。
- 以各種手段脅迫兇手自白。
- 製作假指紋。
- 用替身製造不在場證明。
- （被害人的）狗不吠表示兇手是熟人。
- 兇手是雙胞胎（之一）。
- 使用瞬間致死的毒藥。
- 兇案現場在警方來到時才變成密室。
- 問案時，透過嫌疑犯的反應來緝兇。
- 結案前，偵探破解暗號（死前留言）找出兇手。

## 評價
推理小說二十法則雖然提出多年，但仍然不是廣泛用來評斷推理小說好壞的依據；然而，其法則精神卻經常被推理小說迷所津津樂道。推理小說界裡除了范·達因的《推理小說二十法則》外，還有英國推理作家隆納德·諾克斯（Ronald A. Knox）於1928年提出的《推理十誡》。

## 連結
- 推理小說二十法則：博客來網路書店 （页面存档备份，存于）